# Bumadizone
Bumadizone, hay bumazidone, là một loại thuốc chống viêm không steroid (NSAID).